# Paramelomys mollis
Paramelomys mollis är en däggdjursart som först beskrevs av Thomas 1913.  Paramelomys mollis ingår i släktet Paramelomys och familjen råttdjur. Inga underarter finns listade i Catalogue of Life.
Arten förekommer i bergstrakter på Nya Guinea. Den vistas i regioner mellan 1200 och 2200 meter över havet. Habitatet utgörs av fuktiga bergsskogar och av trädgårdar. Individerna går främst på marken. Per kull föds bara en unge.